# のなかかずみ
のなか かずみ（1959年 - ）は、日本のアニメーター、アニメ監督。長崎県長崎市出身。
主に子供向けアニメで監督を多く手掛けており、さらには絵コンテや演出も担当することもある。野中和美、野中和実という表記もある。

## 参加作品

### テレビアニメ
1990年
- ガタピシ（1990年 - 1991年、絵コンテ・演出・作画監督）※野中和実名義

1991年
- らんま1/2 熱闘編（第70話 - 第99話エンディングアニメーション）

1994年
- 中崎タツヤ スーパーギャグシアター（作画）

1999年
- やんちゃるモンちゃ（1999年 - 2002年、キャラクターデザイン・作画監督・原画・動画）※野中和実名義

2000年
- くまの子ウーフ（チーフディレクター・キャラクターデザイン・絵コンテ・演出・作画）※野中和実名義

2002年
- バブーファクトリー第2期（メイン演出、絵コンテ、作画）※野中和実名義

2004年
- モリゾーとキッコロ（2004年 - 2005年、監督補・絵コンテ・演出）※野中和実名義

2005年
- おでんくん（2005年 - 2009年、キャラクターデザイン・総作画監督）
- アニマル横町（2005年 - 2006年、絵コンテ）※野中和実名義

2006年
- ぜんまいざむらい（チーフ演出・コンテ・演出・作画・オープニングアニメ・エンディングアニメ）※野中かずみ名義

2007年
- はぴはぴクローバー（監督・絵コンテ・演出）
- まめうしくん（2007年 - 2008年、監督・絵コンテ・演出）

2009年
- 毎日かあさん（2009年 - 2011年、絵コンテ）※野中和実名義

2010年
- はなかっぱ（2010年 - 、監督・絵コンテ・演出）

2012年
- 這いよれ! ニャル子さん（絵コンテ）
- NINJAハットリくんリターンズ（2012年 - 2016年、絵コンテ・演出）
- 黒魔女さんが通る!!（絵コンテ）
- ぴっちぴち♪しずくちゃん（2012年 - 2013年、監督・絵コンテ）

2016年
- ぴったんこ!ねこざかな→ぴったんこ!!ねこざかな（2016年 - 2020年、監督・絵コンテ・演出）

2020年
- LALALACOCO（監督・絵コンテ・演出）
- あわじしまの七福神（2020年 - 2021年、監督・キャラクターデザイン・絵コンテ・演出）

2021年
- もっと!まじめにふまじめ かいけつゾロリ（演出）
- 忍たま乱太郎（絵コンテ・演出）
- かなしきデブ猫ちゃん（絵コンテ・演出・原画）

2022年
- おしりたんてい（2022年 - 2023年、絵コンテ・演出）

2023年
- MIX MEISEI STORY 2ND SEASON 〜二度目の夏、空の向こうへ〜（絵コンテ）
- ゴー!ゴー!びーくるずー（絵コンテ・演出）

2024年
- 変人のサラダボウル（絵コンテ）

2025年
- 白豚貴族ですが前世の記憶が生えたのでひよこな弟育てます（絵コンテ）

### 劇場アニメ
- Jリーグを100倍楽しく見る方法!!（1994年、コンテ・演出）※野中和美名義
- ドラえもん のび太のねじ巻き都市冒険記（1997年、CG演出）※野中和実名義
- 映画はなかっぱ 花さけ！パッカ〜ん♪ 蝶の国の大冒険/ザッツ・はなかっぱミュージカル パンとごはん、どっちなの！？（2013年、監督[4]）
- あなたをずっとあいしてる（2015年、総監督[5]・キャラクター原案・絵コンテ）

### OVA
- いしいひさいちのナンダカンダ劇場1 これが噂の地底人 とにかく上が悪いんや!!（1989年、チーフディレクター・アニメーション[注 1]）
- いしいひさいちのナンダカンダ劇場2 地底人Ⅱ クリスマスはエエド（1989年、監督・構成・アニメーション）

### Webアニメ
- あたしンちNEXT（2024年、監督・絵コンテ・演出）
- うごく！ねこむかしばなし（2025年、監督）

### その他
- フジテレビ
  - ひらけ!ポンキッキ ぶんけかな、分家真理子『天使のおしっこ』（1989年）
  - ひらけ!ポンキッキ 中川やすひろ『おーいかばくん』（1989年）
  - ひらけ!ポンキッキ すぺぺ『ゴロちゃん』（1989年）
  - ひらけ!ポンキッキ 橘いずみ『ぼくらはみらいのたんけんたい』（1989年）
- NHKみんなのうた
  - 大和田りつ子『キッチン・レディー』（初回放送：1989年8月・9月）
  - けい太とこう太『ごめんよ!わんわん』（初回放送：1993年12月・1994年1月）
- NHKおかあさんといっしょ 今月の歌
  - 速水けんたろう・茂森あゆみ『こまったくんとこまったちゃん』（1996年10月）
  - 速水けんたろう・茂森あゆみ『せんたくものだゆう』（1998年4月）
  - 杉田あきひろ・つのだりょうこ『しっぱいのせいこう』（1999年9月）
- THE 鈴木タイムラー リージョンフリーDVD VOL.8 FILE15「カレー」／FILE16「お見合い」（2006年、ジャケットイラスト）
- ヤマンへの手紙（ヒバクシャからの手紙）(2009年、原画)